# Irish League 2002-2003
L'Irish League 2002-2003 è stata la 102ª edizione della prima divisione del campionato nordirlandese di calcio.
Il campionato era formato da dodici squadre e il Glentoran vinse il titolo. Non vi furono retrocessioni.

## Girone per il titolo
| Pos. | Squadra    | G  | V  | N  | P  | GF | GS | Punti |
| ---- | ---------- | -- | -- | -- | -- | -- | -- | ----- |
| 1    | Glentoran  | 38 | 28 | 6  | 4  | 78 | 22 | 90    |
| 2    | Portadown  | 38 | 24 | 8  | 6  | 89 | 36 | 80    |
| 3    | Coleraine  | 38 | 21 | 10 | 7  | 66 | 38 | 73    |
| 4    | Linfield   | 38 | 17 | 12 | 9  | 70 | 41 | 63    |
| 5    | Omagh Town | 38 | 15 | 6  | 17 | 47 | 57 | 51    |
| 6    | Institute  | 38 | 12 | 6  | 20 | 44 | 75 | 42    |

G = Partite giocate; V = Vittorie; N = Nulle/Pareggi; P = Perse; GF = Goal fatti; GS = Goal subiti; 

## Girone per la retrocessione
| Pos. | Squadra            | G  | V  | N  | P  | GF | GS | Punti |
| ---- | ------------------ | -- | -- | -- | -- | -- | -- | ----- |
| 7    | Ards               | 38 | 12 | 10 | 16 | 27 | 39 | 46    |
| 8    | Lisburn Distillery | 38 | 12 | 6  | 20 | 39 | 49 | 42    |
| 9    | Cliftonville       | 38 | 9  | 14 | 15 | 37 | 43 | 41    |
| 10   | Glenavon           | 38 | 8  | 12 | 18 | 41 | 67 | 36    |
| 11   | Crusaders          | 38 | 9  | 9  | 20 | 26 | 61 | 36    |
| 12   | Newry Town         | 38 | 8  | 7  | 23 | 33 | 69 | 31    |

G = Partite giocate; V = Vittorie; N = Nulle/Pareggi; P = Perse; GF = Goal fatti; GS = Goal subiti; 